# Marc Wynants
Marc Wynants (Tienen, 10 september 1956) is een Vlaams politicus voor de CD&V en sinds 2004 burgemeester van Linter. Daarnaast is hij sinds 20 oktober 2000 eveneens provincieraadslid namens CD&V in de provincieraad van Vlaams-Brabant.
Voorheen was Wynants reeds gemeenteraadslid te Linter van 1995 tot 2000 en van 2001 tot 2004 was hij er schepen.